# J. 라로즈

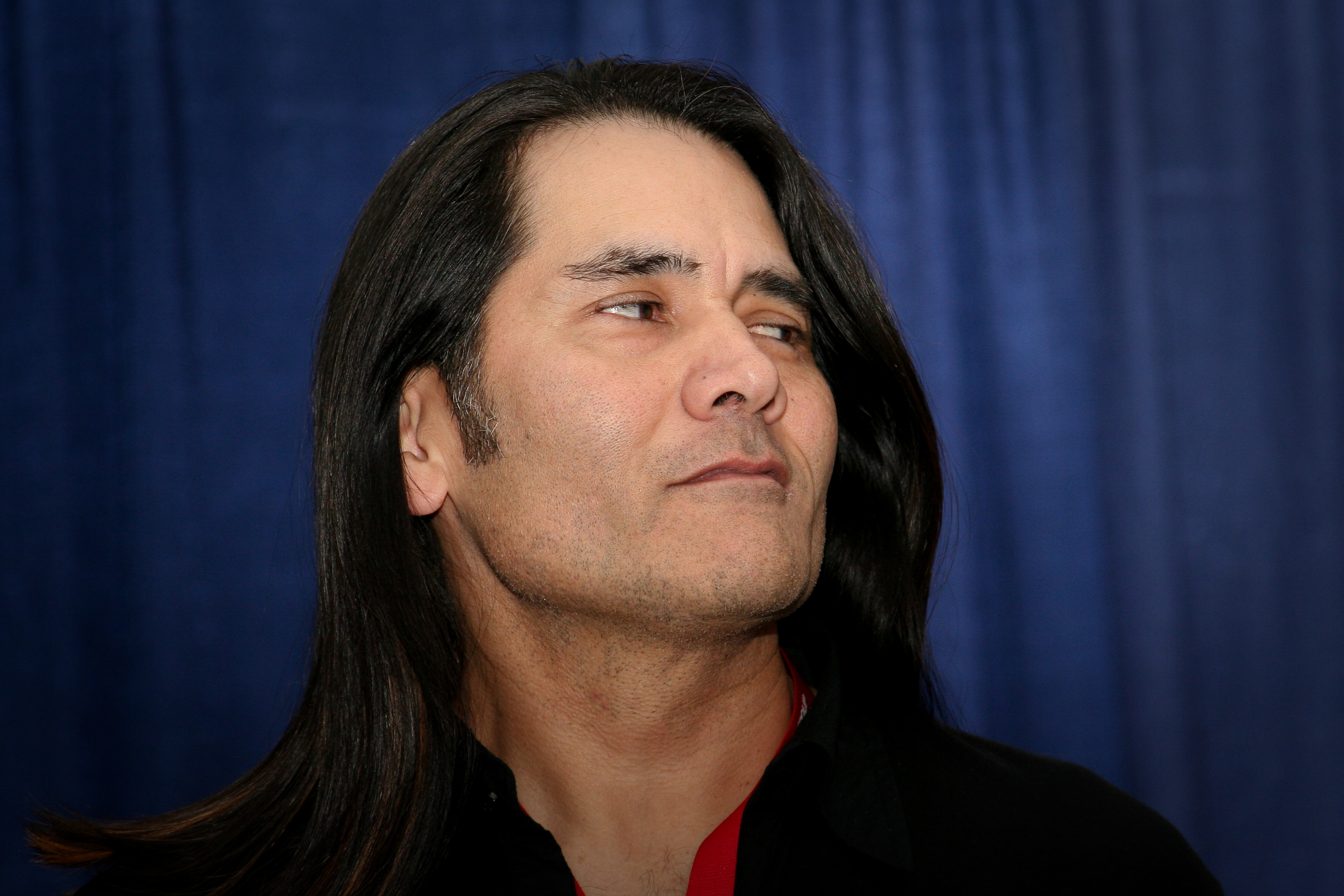

J. 라로즈(J. Larose, 1972년 8월 24일 ~ )는 미국의 배우이다.
콜로라도스프링스에서 태어났다.

## 영화
- 다크 하우스 (2016년) - 카일 역
- 라스트 쉬프트(영어판) (2015년)
- 윈드 워커스 (2015년)
- 슬립워커스 (2014년)
- 히든 인 더 우즈 (2014년) - 홀든 역
- The Legacy of Avril Kyte (미정)
- 프리 라이드 (2013년)
- 인시디어스: 두번째 집 (2013년) - 긴 머리 악마 역
- 더 데빌스 카니발 (2012년)
- 더 배런스 (2012년)
- 11-11-11 (2011년) - 웨인 역
- 테넌트 (2010년)
- 맨드레이크 (2010년) - 샤먼 역
- 디 애커디언 (2010년)
- 마더스 데이 (2010년)
- 인시디어스 (2010년) - 롱 헤어드 핀드 역
- 리포!더 제네틱 오페라 (2008년)
- 쏘우 4 (2007년)
- 쏘우 3 (2006년) - 트로이 역